# 藤原規衣
藤原 規衣（ふじわら のりえ、1982年5月4日 - ）は、日本のフリーアナウンサー。オールウェーブ・アソシエツ所属。元岩手朝日テレビアナウンサー。

## 来歴
群馬県出身。群馬県立前橋女子高等学校、群馬大学教育学部卒業。大学在学時にはテレビ朝日アスクにも通っていた。
大学を卒業後、2006年に群馬ケーブルメディアに入社。2007年まで同社に勤務した後、同年7月1日付で岩手朝日テレビへ移籍した。
岩手朝日テレビでは、アナウンサーと記者とディレクターを兼務していた。同局がアナログ放送を行っていた頃には、それらの業務と並行して地上デジタル放送推進大使も務めていた。
その後、結婚を機に2017年に岩手朝日テレビを退社。東京都内へ移住し、関東地方で講師業を中心とした活動を展開している。また学生時代から華道を嗜んでいたこともあり、東京のフラワースクールに通い始めてからはフラワーアレンジメントの講師やオーダーメイド制の花屋（フローリスト）としても活動している。

## 担当番組

### テレビ番組
- おおたチャンネル（群馬ケーブルメディア） - リポーター
- おおたキッズ☆☆☆（群馬ケーブルメディア） - リポーター
- IATスーパーJチャンネル → スーパーJチャンネルいわて（岩手朝日テレビ） - キャスター、お天気情報担当
- IATスーパーJチャンネル金曜スーク。（岩手朝日テレビ） - MC
- 楽茶間plus!!（岩手朝日テレビ） - MC、中継リポーター
- 純情応援歌（岩手朝日テレビ） - MC、スタンドリポーター
- わくわく情報館（岩手朝日テレビ） - MC
- ゴエティーニョ!（岩手朝日テレビ） - のりえおねえさん 役、ナレーター
- いわて青春厨房 チョリコン（岩手朝日テレビ） - MC
- 震災復興シリーズ Believe 6 ある母親の決意〜震災の教訓を後世に〜（岩手朝日テレビ） - ナレーター、ディレクター
- テレメンタリー2015「“3.11”を忘れない 生きた証〜語り継ぐ痛み〜」（テレビ朝日） - ナレーター、ディレクター
- 3.11報道特別番組 ともに、未来へ〜あの日から6年 被災地の今〜（東日本放送・岩手朝日テレビ・福島放送） - MC

### ラジオ番組
- P-station（ラジオ高崎） - 駐車場情報・お天気情報担当